# Герб Ступіно
Місто Ступіно Московської області Росії має власну символіку: герб та прапор. Міський герб затверджено 28 червня 1995 року.
Герб міста Ступіно являє собою зображення золотого летючого справа наліво сокола поміщеного у центр геральдичного щита на блакитному фоні. Під соколом розташовані дві золоті чотирьохпроменеві зірки у вигляді схрещених пропелерів оточених золотим сяйвом у вигляді ромбів. Під зірками у нижній частині геральдичного щита розташовано зображення ріки Ока білого кольору з малими хвилями.